# Drifters (Manga)
Drifters: Battle in a Brand-new World War (jap. ドリフターズ Dorifutāzu) ist eine Manga-Serie von Kōta Hirano, die seit 2009 in Japan erscheint. Sie ist in die Genres Action, Fantasy und Seinen einzuordnen. 2016 wurde sie als Anime-Fernsehserie adaptiert.

## Inhalt
Shimazu Toyohisa kämpft auf dem Schlachtfeld von Sekigahara als er schwer verwundet wird. Fast am Ende seiner Kräfte steht er plötzlich in einem Flur voller Türen, vor ihm ein Schreibtisch, dahinter ein Mann der eine Zeitung liest. Kurze Zeit später wird er von einer Tür eingesogen und wird auf einem Feld heraus geschleudert. Am Ende seiner Kräfte bricht er zusammen. Er wird von zwei Elfen gefunden, die sich um ihn kümmern wollen. Sie werden allerdings von Oda Nobunaga und Nasu no Yoichi aufgehalten. Daraufhin erfährt Toyohisa, dass er sich an einem anderen Ort als seinem bekannten Japan befindet und auch in einer anderen Zeit. Diese andere Welt wird besucht von den sogenannten „Drifters“, herausragenden Persönlichkeiten der Geschichte, die dort einen neuen Kampf führen.

## Veröffentlichung
Der Manga erscheint seit April 2009 im Magazin Young King OURs des Verlags Shōnen Gahōsha. Dieser veröffentlicht die Kapitel auch gesammelt in bisher 7 Bänden (Stand: Juni 2024). Der 5. Band verkaufte sich über 384.000 mal in den ersten vier Wochen nach Veröffentlichung.
Die deutsche Übersetzung erscheint seit April 2011 bei Planet Manga in bisher sieben Bänden (Stand: Juni 2024). Seit September 2024 erscheint die Reihe beim gleichen Verlag auch als Drifters Max in bisher drei Doppelbänden (Stamd: Februar 2025).
Eine englische Übersetzung erscheint bei Dark Horse Comics, eine französische bei Éditions Tonkam, eine italienische bei J-Pop sowie eine polnische bei Japonica Polonica Fantastica.
| Band | Japanisch        | Japanisch               | Deutsch          | Deutsch                 |
| Band | Veröffentlichung | ISBN                    | Veröffentlichung | ISBN                    |
| ---- | ---------------- | ----------------------- | ---------------- | ----------------------- |
| 1    | 7. Juli 2010     | ISBN 978-4-7859-3407-1. | 12. Apr. 2011    | ISBN 978-3-86201-126-1. |
| 2    | 13. Okt. 2011    | ISBN 978-4-7859-3714-0. | 10. Apr. 2012    | ISBN 978-3-86201-206-0. |
| 3    | 18. März 2013    | ISBN 978-4-7859-5043-9. | 16. Dez. 2013    | ISBN 978-3-86201-757-7. |
| 4    | 27. Okt. 2014    | ISBN 978-4-7859-5436-9. | 15. Juni 2015    | ISBN 978-3-95798-274-2. |
| 5    | 6. Juni 2016     | ISBN 978-4-7859-5790-2. | 27. März 2017    | ISBN 978-3-7416-0221-4. |
| 6    | 30. Nov. 2018    | ISBN 978-4-7859-6344-6. | 21. Jan. 2020    | ISBN 978-3-7416-1701-0. |
| 7    | 10. Aug. 2023    | ISBN 978-4-7859-7497-8. | 18. Juni 2024    | ISBN 978-3-7416-2937-2. |

## Anime-Adaption
Bei Hoods Drifters Studio entstand 2016 eine Anime-Adaption des Stoffes für das japanische Fernsehen. Regie führte Ken’ichi Suzuki und das Skript wurde von Hideyuki Kurata und Yōsuke Kuroda geschrieben. Das Charakterdesign stammt von Ryoji Nakamori.
Die 12 Folgen wurden vom 7. Oktober bis 23. Dezember 2016 zuerst auf dem Sender Tokyo MX, sowie auch auf GYT, KBS, MBC und GBS in Japan ausgestrahlt. Eine zweite Staffel wurde am Ende der 12 angekündigt. Parallel erfolgte die internationale Veröffentlichung über die Plattform Funimation in den USA sowie in Englisch Sprachigen Ländern sowie auf Crunchyroll mit englischen Untertiteln.
Am 23. Dezember 2017 erschienen die Folgen 13 und 14 als Special Edition Blu-ray Box in Japan. Am 30. November 2018 wurde die 15. Folge zusammen in einer limitierten Edition mit dem sechsten Mangaband als DVD beigelegt. In Deutschland hält Universal Anime die Rechte an der Anime-Serie. Die Folgen erschienen im Simulcast auf der Plattform Akiba Pass mit deutschen Untertiteln. Am 11. Oktober 2018 erschien Drifters als Gesamtausgabe mit Extras als Limited Premium Edition auf DVD und Blu-ray auf Deutsch. Enthalten sind alle 12 Folgen sowie ein 40-Seitiges Booklet, ein Poster, Kühlschrankmagnete sowie Artcards.

### Synchronisation
| Rolle            | Synchronsprecher (Seiyū) | Deutscher Sprecher |
| ---------------- | ------------------------ | ------------------ |
| Shimazu Toyohisa | Yūichi Nakamura          | Frank Schaff       |
| Oda Nobunaga     | Naoya Uchida             | Sven Brieger       |
| Nasu no Yoichi   | Mitsuki Saiga            | Dirk Stollberg     |

### Musik
Die Musik der Serie wurde komponiert von Hayato Matsuo und Yasushi Ishii. Der Vorspanntitel der Serie ist Gospel of the Throttle (Drifters Op Remix) von Minutes Til Midnight. Als Titel für den Abspann wurde VERMILLION von Maon Kurosaki genutzt.

## Rezeption
Drifters wurde für den 4. und 5. Manga Taisho Award nominiert.
Bis Juli 2016 verkaufte sich der Manga über 1,5 Millionen Mal in 5 Sprachen.